# جریان نقدی آزاد
جریان نقدی آزاد، (به انگلیسی: free cash flow) جریان نقدی حاصل از عملیات بعد از کسر مالیات، بدون احتساب بدهی‌ها و هزینه‌های بهره شرکت است؛ بنابراین، جریان نقدی آزاد، وجوه نقدی است، که بعد از پوشش دادن نیازهای سرمایه‌گذاری و سرمایه در گردش و با فرض نبود بدهی، در دسترس شرکت قرار می‌گیرد. در شرکت‌های بدون بدهی یا فاقد اهرم مالی، جریان نقدی آزاد، همان جریان نقدی حقوق صاحبان سهام است.
جریان نقدی آزاد عبارتست از سود عملیاتی پس از مالیات، به اضافه هزینه‌های غیرنقدی پس از کسر سرمایه‌گذاری (افزایش در تغییرات) در سرمایه در گردش، اموال، ماشین‌آلات، تجهیزات و سایر دارایی‌ها. جریان‌های نقدی آزاد اغلب این امکان را فراهم می‌کند، تا مدیریت در صورت نبود ساختار حاکمیت شرکتی مناسب، به دستکاری سود اقدام کند. شرکت‌هایی که دارای جریان‌های نقدی آزاد بیشتری هستند، با مشکلات هزینه نمایندگی بیشتری روبرو می‌باشند؛ به‌ویژه در شرکت‌هایی که فرصت‌های سرمایه‌گذاری کم بوده یا از رشد کم برخوردارند.